# Trolltjärnen (Mora socken, Dalarna, 677341-141543)
Trolltjärnen är en sjö i Mora kommun i Dalarna och ingår i Dalälvens huvudavrinningsområde.